# Ervin Mészáros
Ervin Mészáros (2 de abril de 1877-21 de mayo de 1940) fue un deportista húngaro que compitió en esgrima, especialista en la modalidad de sable. Participó en los Juegos Olímpicos de Estocolmo 1912, obteniendo dos medallas, oro en la prueba por equipos y bronce en la prueba individual.

## Palmarés internacional
| Juegos Olímpicos | Juegos Olímpicos   | Juegos Olímpicos  | Juegos Olímpicos  |
| Año              | Lugar              | Medalla           | Prueba            |
| ---------------- | ------------------ | ----------------- | ----------------- |
| 1912             | Estocolmo (Suecia) | Medalla de oro    | Sable por equipos |
| 1912             | Estocolmo (Suecia) | Medalla de bronce | Sable individual  |